# Margaret Berger
Margaret Berger (ur. 11 października 1985 w Trondheim) – norweska piosenkarka i autorka tekstów.

## Kariera
W 2004 roku zajęła drugie miejsce w finale drugiej edycji norweskiego Idola oraz wydała swój debiutancki album studyjny pt. Chameleon, na którym umieściła repertuar rockowy, R&B, taneczny i electro. Z albumem dotarła do czwartego miejsca listy najlepiej sprzedających się płyt w Norwegii. Za teledysk do singla „Lifetime Guarantee” otrzymała nagrodę Spellemannprisen.
W październiku 2006 roku wydała album pt. Pretty Scary Silver Fairy, z którym dotarła do ósmego miejsca na liście najlepiej sprzedających się płyt w Norwegii. Płytę promowała singlami: „Will You Remember Me Tomorrow?” i „Samantha”, który dotarł do szóstego miejsca na norweskiej liście sprzedaży. W 2008 roku została dyrektorem muzycznym radia NRK P3, jednego z trzech ogólnokrajowych kanałów radiowych norweskiego publicznego nadawcy radiowo-telewizyjnego.

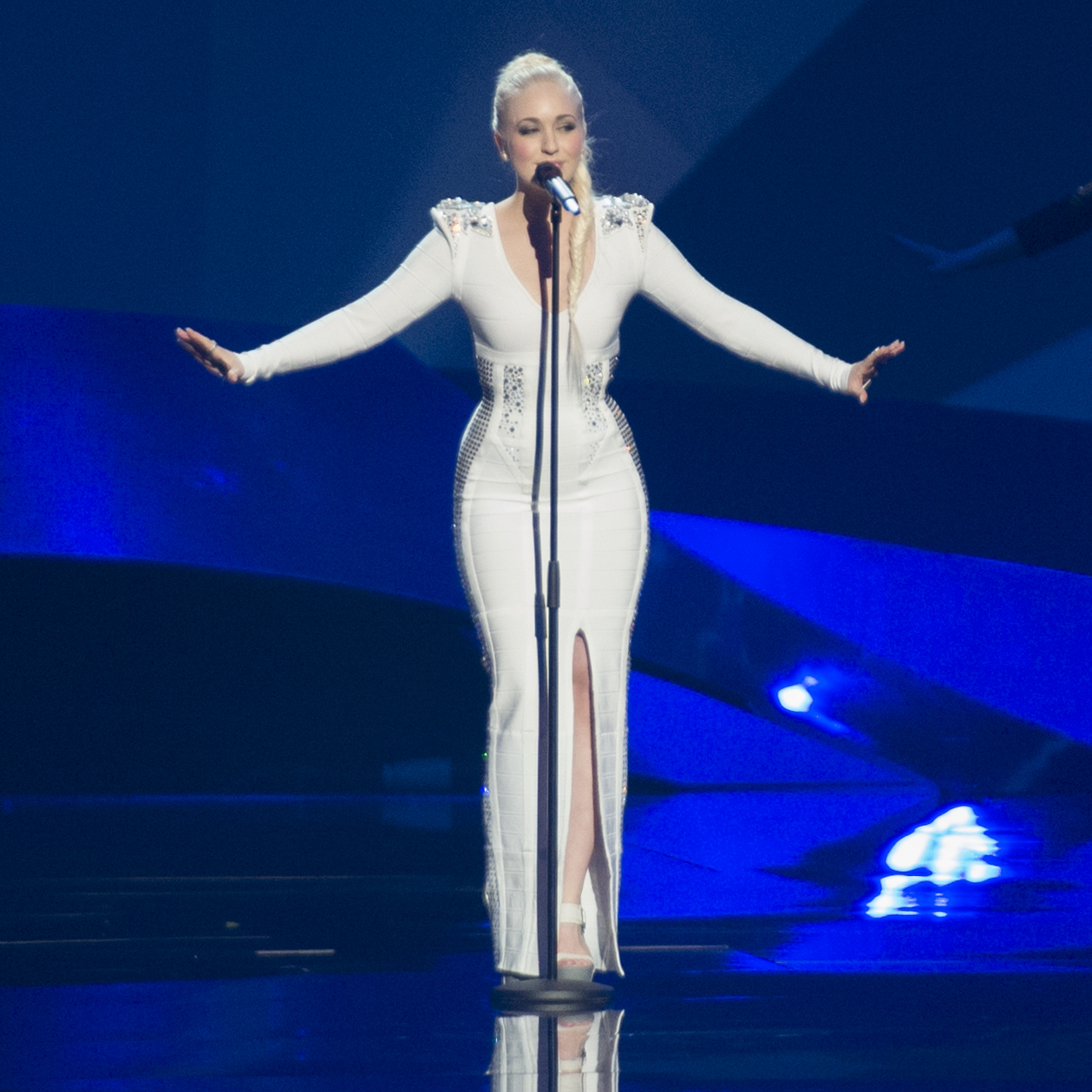
Berger podczas 58. Konkursu Piosenki Eurowizji (2013)

W lutym 2013 roku zwyciężyła z utworem „I Feed You My Love” w finale programu Melodi Grand Prix 2013, dzięki czemu reprezentowała Norwegię w 58. Konkursie Piosenki Eurowizji. 18 maja wystąpiła w finale konkursu organizowanego w Malmö i zajęła w nim czwarte miejsce. Za sprzedaż singla „I Feed You My Love” w Norwegii odebrała certyfikat platynowej płyty. We wrześniu wydała singiel „Human Race”, a także ogłosiła podpisanie kontraktu z amerykańską wytwórnią Ultra Records.
W 2014 roku wydała singiel „Scream” oraz zasiadła w jury norweskiej wersji programu Idol. Rok później była jednym z członków norweskiej komisji jurorskiej podczas 60. Konkursu Piosenki Eurowizji. W 2024 roku, chcąc wrócić na Eurowizję, wzięła udział w Melodi Grand Prix, zajmując w finale konkursu 7. miejsce.

## Dyskografia

### Albumy studyjne
| Rok  | Dane dot. albumu                                                                                             | Najwyższe pozycje na liście |
| Rok  | Dane dot. albumu                                                                                             | NOR                         |
| ---- | --- | --------------------------- |
| 2004 | Chameleon - Wydany: 4 października 2004 - Wytwórnia: BMG Norway - Format: CD, digital download               | 4                           |
| 2006 | Pretty Scary Silver Fairy - Wydany: 2 października 2006 - Wytwórnia: Sony BMG - Format: CD, digital download | 8                           |

### EP
| Rok  | Dane dot. albumu                                                                                      |
| ---- | --- |
| 2011 | Four Hits: Margaret Berger - Wydany: 17 czerwca 2011 - Wytwórnia: Sony BMG - Format: digital download |

### Single
| Rok                                                      | Tytuł                            | Najwyższe pozycje na listach | Najwyższe pozycje na listach | Najwyższe pozycje na listach | Najwyższe pozycje na listach | Najwyższe pozycje na listach | Najwyższe pozycje na listach | Najwyższe pozycje na listach | Najwyższe pozycje na listach | Najwyższe pozycje na listach | Najwyższe pozycje na listach | Certyfikat     | Sprzedaż       | Album                     |
| Rok                                                      | Tytuł                            | NOR                          | AUT                          | BEL                          | DEN                          | GER                          | IRE                          | NL                           | SWE                          | SWI                          | UK                           | Certyfikat     | Sprzedaż       | Album                     |
| -------------------------------------------------------- | -------------------------------- | ---------------------------- | ---------------------------- | ---------------------------- | ---------------------------- | ---------------------------- | ---------------------------- | ---------------------------- | ---------------------------- | ---------------------------- | ---------------------------- | -------------- | -------------- | ------------------------- |
| 2006                                                     | „Samantha”                       | 6                            | –                            | –                            | –                            | –                            | –                            | –                            | –                            | –                            | –                            |                |                | Pretty Scary Silver Fairy |
| 2006                                                     | „Will You Remember Me Tomorrow?” | 13                           | –                            | –                            | –                            | –                            | –                            | –                            | –                            | –                            | –                            |                |                | Pretty Scary Silver Fairy |
| 2007                                                     | „Robot Song”                     | –                            | –                            | –                            | –                            | –                            | –                            | –                            | –                            | –                            | –                            |                |                | Pretty Scary Silver Fairy |
| 2011                                                     | „In a Box”                       | –                            | –                            | –                            | –                            | –                            | –                            | –                            | –                            | –                            | –                            |                |                | –                         |
| 2013                                                     | „I Feed You My Love”             | 4                            | 51                           | 21                           | 36                           | 24                           | 54                           | 49                           | 33                           | 26                           | 80                           | - NOR: platyna | - NOR: 10 000+ | –                         |
| 2013                                                     | „Human Race”                     | –                            | –                            | –                            | –                            | –                            | –                            | –                            | –                            | –                            | –                            |                |                | –                         |
| 2014                                                     | „Scream”                         | –                            | –                            | –                            | –                            | –                            | –                            | –                            | –                            | –                            | –                            |                |                | –                         |
| 2016                                                     | „Apologize”                      | –                            | –                            | –                            | –                            | –                            | –                            | –                            | –                            | –                            | –                            |                |                | –                         |
| 2016                                                     | „Running with Scissors”          | –                            | –                            | –                            | –                            | –                            | –                            | –                            | –                            | –                            | –                            |                |                | –                         |
| „–” oznacza, że singel nie był notowany na danej liście. |                                  |                              |                              |                              |                              |                              |                              |                              |                              |                              |                              |                |                |                           |